# Étienne Bonnes
Étienne Bonnes   (Argelièrs, 16 de setembre de 1894 - Narbona, 20 de febrer de 1941) va ser un jugador de rugbi a 15 francès que va competir durant les dècades de 1910 i 1920.
El 1924 va ser seleccionat per jugar amb la selecció de França de rugbi a 15 que va prendre part en els Jocs Olímpics de París, on guanyà la medalla de plata.
Pel que fa a clubs, jugà al RC de Narbonne entre 1919 i 1927.